# アキダイ
株式会社アキダイは、東京都練馬区に本店を置くスーパーマーケットチェーン。株式会社OICグループの子会社。

## 沿革
- 1992年 - 秋葉弘道が有限会社アキダイを創業し、現在の関町本店をオープン[1]。
- 2023年 - ロピアなどを運営するOICグループに買収され[2]、同時に株式会社に改組。代表取締役の秋葉弘道はロピアにおいてはグループ全体の青果アドバイザーを務める[3]。

## 店舗
- 2025年5月現在、東京都内にスーパー9店舗、飲食店等が3店舗ある。練馬区の関町本店に本部があり、テレビ取材もこの店舗で受けることが多い。
- 2024年末をもって松戸店（千葉県）を閉店（ロピアに切り替え）、店舗は全て東京都内となっている。

## その他
- 練馬区に本店を置いているため、在京キー局から近いことや中小企業故に取材がしやすいこともあり、天候の影響による野菜の高騰や消費増税などの話題の際に全国ネット・関東ローカル問わず、各テレビ局のニュース・情報番組から取材を受ける事が多い[4][5][6]。
- 2019年の新語・流行語大賞では「軽減税率」で代表取締役の秋葉が受賞した[7]。
- 2024年2月、代表取締役の秋葉が不動産・住宅情報サービス「LIFULL HOME'S」のWEB動画（CM）に出演した[8]。